# Gdyniabrug
De Gdyniabrug of Gdyniabridge was een baileybrug die door de Poolse Eerste Pantserdivisie op 19 september 1944 over het Zijkanaal naar Hulst werd aangelegd. Via deze brug kon het kanaal worden overgestoken, waarna nog een bloedige strijd volgde, die uiteindelijk culmineerde in de bevrijding van Axel.
De brug lag nabij de huidige buurtschap Kijkuit. Tegenwoordig ligt hier de brug van de Derde Verkorting, en er is ter herinnering een bord bijgeplaatst.
In de nabijheid bevindt zich ook het Oorlogsmuseum Gdynia en het gedenkteken Pools Kruis.